# سها مرتضایی
سها مرتضایی زاده(1369) فعال دانشجویی و دانشجویی «محروم از تحصیل» زندانی در ایران است.https://www.niacouncil.org/human_rights_tracker/%D8%B3%D9%87%D8%A7-%D9%85%D8%B1%D8%AA%D8%B6%D8%A7%DB%8C%DB%8C%D8%8C-%D8%AD%DA%A9%D8%A7%DB%8C%D8%AA-%DB%8C%DA%A9-%D8%AF%D8%A7%D9%86%D8%B4%D8%AC%D9%88%DB%8C-%D8%B3%D8%AA%D8%A7%D8%B1%D9%87-%D8%AF%D8%A7/  دبیر اسبق شورای صنفی کل دانشگاه تهران هنگام بازداشت از سوی وزارت اطلاعات در روز ۳۰ آبان مورد آزار جنسی و ضرب و شتم قرار گرفته‌است. بنابر این خبر، مأموران برای انتقال سها مرتضایی به زندان از خودرو سانتافه‌ای نقره‌ای رنگ استفاده می‌کنند و اقدام به بستن دست راست او به بالای یک صندلی و بستن پای راست او به بالای صندلی دیگر می‌کنند به طوری که در حالت آویزان قرار می‌گیرد و توسط یکی از ضابطین زن مورد ضرب و شتم و آزار جنسی قرار می‌گیرد. طبق این خبر، تعرض ضابط با اعتراض سها مرتضایی روبه‌رو می‌شود که مأمور مذکور پس از اعتراض سها با ضربات مشت، پا و شکم او را مجروح می‌کند.
سها مرتضایی همچنین یکی از فعالین دانشجویی محروم از تحصبل است که علیرغم پذیرش در کنکور دکتری و کسب رتبه دهم در گرایش علوم سیاسی و قبولی در مصاحبه از طرف وزارت علوم به این دانشجو اجازه ادامه تحصیل داده نشد.https://www.niacouncil.org/human_rights_tracker/%D8%B3%D9%87%D8%A7-%D9%85%D8%B1%D8%AA%D8%B6%D8%A7%DB%8C%DB%8C%D8%8C-%D8%AD%DA%A9%D8%A7%DB%8C%D8%AA-%DB%8C%DA%A9-%D8%AF%D8%A7%D9%86%D8%B4%D8%AC%D9%88%DB%8C-%D8%B3%D8%AA%D8%A7%D8%B1%D9%87-%D8%AF%D8%A7/